# Mas Mosterós
El Mas Mosterós és una masia d'Argentona (Maresme) protegida com a Bé Cultural d'Interès Local.

## Descripció
Masia de tres cossos perpendiculars a la façana, de planta baixa i pis, amb teulada a dues aigües i carener paral·lel a la façana. El celler és de dos cossos té teulada a dues aigües i està situat al darrere.
La masia ha patit moltes transformacions i el cos de migdia de l'edificació principal podria ser un afegit del segle xix.
Destaca el portal d'arc de mig punt adovellat de l'entrada.